# Leptogoniulus sorornus
Leptogoniulus sorornus är en mångfotingart som först beskrevs av Butler 1876.  Leptogoniulus sorornus ingår i släktet Leptogoniulus och familjen Trigoniulidae. Inga underarter finns listade i Catalogue of Life.